# باروانی
باروانی (به انگلیسی: Barwani) یک منطقهٔ مسکونی در هند است که در بخش باروانی واقع شده‌است. باروانی ۲۷ کیلومتر مربع مساحت و ۵۵٬۵۰۴ نفر جمعیت دارد و ۱۷۸ متر بالاتر از سطح دریا واقع شده‌است.